# Округ Ламор (Северна Дакота)
Ламор (енгл. LaMoure County) је округ у америчкој савезној држави Северна Дакота.

## Демографија
По попису из 2010. године број становника је 4.139, што је 562 (-12,0%) становника мање него 2000. године.
| Група             | 2000.         | 2010.         |
| Белци             | 4.648 (98,9%) | 4.053 (97,9%) |
| Афроамериканци    | 1 (0,0%)      | 6 (0,1%)      |
| Азијати           | 6 (0,1%)      | 6 (0,1%)      |
| Хиспаноамериканци | 26 (0,6%)     | 34 (0,8%)     |
| Укупно            | 4.701         | 4.139         |